# How Few Remain
How Few Remain ist ein Roman des Autors Harry Turtledove aus dem Bereich der Alternativweltgeschichte. Es ist der erste Teil der Southern-Victory-Reihe, die eine Welt beschreibt, in der die Konföderierten Staaten von Amerika den Amerikanischen Bürgerkrieg gewonnen haben. Das Buch umfasst die Jahre 1862 sowie 1881/82 der Southern-Victory-Zeitlinie.

## Inhalt
Am 10. September 1862, während des Amerikanischen Bürgerkriegs, kommt es zu einer Abweichung vom realen Geschichtsverlauf. In Wirklichkeit verlor ein Bote der Confederate States Army eine Kopie von General Robert E. Lees Sonderbefehl 191, in dem Lees Pläne für die Invasion des Nordens beschrieben waren. Der Befehl wurde bald darauf von Soldaten der US Army gefunden, und mit ihrer Hilfe rang George McClellan der Armee von Nordvirginia in der Schlacht am Antietam ein Remis ab und zwang sie zur Rückkehr nach Virginia.
In How Few Remain werden die Befehle stattdessen von einem anderen CS-Soldaten wiedergefunden. McClellan wird überrumpelt und Lee führt die Armee von Nordvirginia in Richtung Philadelphia. Die Stadt wird nach einem weiteren Sieg von Lee erobert, was den Konföderierten Staaten von Amerika die diplomatische Anerkennung durch das Vereinigte Königreich und Frankreich einbringt. Die Konföderation gewinnt damit den Krieg und die Unabhängigkeit von den Vereinigten Staaten am 4. November 1862.
Die Niederlage der USA hat gravierende Auswirkungen auf den weiteren Geschichtsverlauf. Abraham Lincoln erfährt bei den Präsidentschaftswahlen 1864 eine vernichtende Niederlage gegen den Kandidaten der Demokraten (dessen Identität im Buch nie erwähnt wird). In den späten 1860er Jahren bietet Russland den Vereinigten Staaten Alaska zum Kauf an. Der Preis von 7 Millionen Dollar ist jedoch zu hoch für die erodierte Nachkriegswirtschaft der USA, die 1863 zusammengebrochen ist. Daher bleibt Alaska ein russisches Territorium. Die spanische Insel Kuba wird in den späten 1870er Jahren jedoch von den USA für 3.000.000 Dollar erworben und wird damit ebenfalls ein US-Bundesstaat.
Im Jahr 1881 zieht James G. Blaine als erster Republikaner seit Abraham Lincoln ins Weiße Haus ein, nachdem er bei den US-Präsidentschaftswahlen 1880 den demokratischen Amtsinhaber Samuel J. Tilden besiegt hat. Blaine setzt außenpolitisch auf einen Konfrontationskurs gegenüber den Konföderierten Staaten. Beide amerikanischen Nationen haben Indianerüberfälle auf das Gebiet der jeweils anderen Nation gebilligt. Die internationalen Spannungen zwischen den Vereinigten Staaten und den Konföderierten Staaten erreichen ihren Höhepunkt, als der Präsident der Konföderierten James Longstreet, der die Konföderation bis zur Pazifikküste ausdehnen möchte, damit der Süden eine transkontinentale Eisenbahn für sich selbst haben kann, die nordwestlichen Provinzen Sonora und Chihuahua vom finanziell angeschlagenen Zweiten Mexikanischen Kaiserreich für 3.000.000 CS-Dollar kauft. US-Präsident Blaine nutzt den „erzwungenen“ Kauf als Casus Belli, was zum Beginn dessen führt, was später als „Zweiter Mexikanischer Krieg“ bekannt sein wird.
Zu Beginn des Krieges erbeuten die konföderierten Truppen unter Jeb Stuart große Mengen an Gold- und Silbererzen aus einer Bergbaustadt der Union, nachdem sie die neu erworbenen Provinzen Sonora und Chihuahua erfolgreich besetzt haben. In der Zwischenzeit setzt George Armstrong Custer, ein Kavallerieoberst der Union, in Kansas erfolgreich Gatling-Waffen gegen Kiowa-Indianer und die Kavallerie der Konföderation ein. Bald blockieren und bombardieren das Vereinigte Königreich und Frankreich, beides Verbündete der Konföderierten, Hafenstädte wie Boston und New York sowie die Städte an den Großen Seen.
Während des Krieges rebellieren die Mormonen in Utah gegen die US-Regierung, indem sie die transkontinentale Kommunikation und den Verkehr um Salt Lake City unterbrechen. John Pope wird zum Militärgouverneur ernannt, schlägt die Revolte nieder und verhängt das Kriegsrecht. Die Kirche Jesu Christi der Heiligen der Letzten Tage wird als illegale politische Organisation eingestuft, das Mormonentum verliert jeglichen Schutz durch den ersten Verfassungszusatz und wird verboten. Die mormonischen Führer werden daraufhin gejagt und hingerichtet. Die brutale Niederschlagung des Aufstands in Utah ist der Auftakt zu den „Utah Troubles“, die die Vereinigten Staaten über Jahrzehnte verfolgen werden.
Der Versuch der USA, in Virginia einzumarschieren, wird von CSA-General Stonewall Jackson mit Leichtigkeit zurückgeworfen, während die Union Schwierigkeiten hat, einen ebenbürtigen General zu finden. Ein wichtiger Grund für den Erfolg der Konföderierten im Krieg ist neben der Tatsache, dass sie einen Verteidigungskrieg führen, dass die Konföderierten von ausgezeichneten Generälen wie Jackson geführt werden, während das US-Militär, obwohl es zahlenmäßig und ressourcenmäßig im Vorteil ist, unter einer inkompetenten Führung leidet. 
Als Nächstes versuchen die USA, eine massive Invasion in Louisville zu starten, um die Konföderierten aus Kentucky zu vertreiben, was jedoch bald zu einem blutigen Patt führt. Die Entscheidung Stonewall Jacksons, die Verteidigung persönlich zu kommandieren, die Inkompetenz der US-Kommandeure und vor allem der Einsatz von Hinterlader-Artillerie und Repetiergewehren machen die Einnahme der Stadt sehr schwierig. Die konföderierte Armee  sieht aus zwei Gründen von einer größeren Invasion auf das Gebiet der Vereinigten Staaten ab: Erstens verfügt sie nicht über die Mittel, um die Vereinigten Staaten zu erobern und dauerhaft zu besetzen. Zweitens hängt der Erfolg der Konföderation von der Unterstützung des Vereinigten Königreichs und Frankreichs ab, die der Meinung sind, dass sie einer kleineren Nation helfen, die zu Unrecht von einer größeren angegriffen wird, und dass eine Invasion des US-Territoriums als ein Akt der Aggression angesehen werden und der Konföderation somit die Unterstützung des Auslands kosten könnte.
Die defensive Kriegsführung der CSA führt zu einem Grabenkrieg, der Louisville verwüstet. Die US Army erleidet dort sehr hohe Verluste bei geringen Gebietsgewinnen. Das Vereinigte Königreich und Frankreich setzen die Blockade der Vereinigten Staaten fort; französische Truppen aus Mexiko beschießen auch Los Angeles, und die Briten bombardieren San Francisco. Die Briten dringen auch in den Norden von Maine ein und machen ihn zum Teil der kanadischen Provinz New Brunswick.
Angesichts der Niederlage an fast allen Fronten ist Präsident Blaine schließlich gezwungen, am 22. April 1882 zu kapitulieren. Nie wieder wird ein Republikaner zum US-Präsidenten gewählt, und die Partei spaltet sich in eine linke Fraktion unter der Führung von Abraham Lincoln, die später zur Sozialistischen Partei wird, und eine rechte Fraktion unter der Führung von Benjamin Butler, die sich den Demokraten anschließt. Die Vereinigten Staaten, die die Bedeutung starker Verbündeter erkannt haben, suchen ein Bündnis mit dem neu gegründeten und mächtigen Deutschen Reich und schwören der Konföderation Rache für die demütigende Niederlage.

## Dramatis personæ
- Thomas J. Jackson, bekannt als „Stonewall“, Oberbefehlshaber der konföderierten Armee, ist begierig darauf, die „Yankees“ erneut zu besiegen. Er erringt wichtige Siege in West Virginia und Louisville.

- General James Ewell Brown Stuart verteidigt die neuen CSA-Territorien Sonora und Chihuahua gegen die „Yankees“ im Territorium New Mexico, wobei die Apachen unter Geronimo erst seine Verbündeten und dann seine Feinde sind. Er stirbt am Ende des Buches in einem Hinterhalt der Apachen.

- Oberst George Armstrong Custer, ein frustrierter US-Kavallerist, dient in den Great Plains an der Grenze zwischen Kansas und dem Indianerterritorium und hilft bei der brutalen Niederschlagung des Mormonenaufstandes in Utah. Anschließend zieht er nach Norden in den Bundesstaat Montana und erringt einen großen Sieg gegen den britischen General Charles George Gordon, bevor er seine Kandidatur für das Präsidentenamt plant.

- Theodore Roosevelt ist ein wohlhabender, patriotischer junger Rancher aus Montana, der seine eigene Kavallerietruppe aufstellt, die als „Unautorisiertes Regiment“ bekannt ist. Er ist maßgeblich für Custers Sieg in Montana verantwortlich.

- Frederick Douglass, ein ehemaliger Sklave und leidenschaftlicher Redner und Journalist, beobachtet die Unionstruppen im Krieg in Louisville und New York. Er wird kurzzeitig von den Konföderierten gefangen genommen, kommt aber auf Befehl von Präsident Longstreet wieder frei.

- Oberst Alfred von Schlieffen dient als deutscher Militärattaché in den USA. Er hilft bei der Planung des deutsch-amerikanischen Bündnisses.

- Samuel Clemens ist ein scharfsinniger Zeitungsredakteur in San Francisco und ein prominenter Gegner des Krieges.

- Der ehemalige Präsident Abraham Lincoln, der von den Schriften von Karl Marx und Friedrich Engels beeinflusst wurde, ist politisch noch immer aktiv und kämpft dafür, die Republikanische Partei zur Partei der Arbeiterklasse zu machen, gründet aber schließlich die Sozialistische Partei als linke Abspaltung der fortan bedeutungslosen Republikaner.